# Jastrząb (zwyczajny)
Jastrząb zwyczajny, jastrząb gołębiarz, kastruba (Astur gentilis) – gatunek dużego ptaka drapieżnego z rodziny jastrzębiowatych (Accipitridae). Występuje w Eurazji oraz północno-zachodniej Ameryce Północnej. Nie jest zagrożony wyginięciem.

## Systematyka
Po raz pierwszy zgodnie z zasadami nazewnictwa binominalnego gatunek ten opisał szwedzki przyrodnik Karol Linneusz w 1758 roku w 10. edycji Systema Naturae, uznawanej za początek nomenklatury zoologicznej. Autor nadał gatunkowi nazwę Falco gentilis, a jako miejsce typowe wskazał „Alpibus”, co identyfikowane jest jako góry („Alpy”) w szwedzkiej prowincji Dalarna. Obecnie gatunek zaliczany jest do rodzaju Astur lub Accipiter.

### Podgatunki
Obecnie wyróżnia się siedem podgatunków A. gentilis:
- A. gentilis buteoides – północna Eurazja.
- A. gentilis albidus – północno-wschodnia Syberia.
- A. gentilis schvedowi – północno-wschodnia Azja do centralnych Chin.
- A. gentilis fujiyamae – Japonia.
- A. gentilis gentilis – środkowa i północna Europa, także Maroko[9].
- A. gentilis marginatus – Włochy i Bałkany do Kaukazu i północnego Iranu.
- A. gentilis arrigonii – Korsyka, Sardynia.

Do niedawna do A. gentilis włączano także trzy północnoamerykańskie podgatunki (atricapillus, laingi i apache), ale zostały one wydzielone do osobnego gatunku o nazwie jastrząb czerwonooki (A. atricapillus). Odrębność tych taksonów wykazały badania genetyczne (Kunz et al. 2019) i stwierdzone różnice w wokalizacji (Sangster 2022). Podział ten został w 2023 roku zaakceptowany przez North American Classification Committee (NACC) i inne ornitologiczne autorytety. Zmiany tej nie wdrożyła jeszcze Międzynarodowa Unia Ochrony Przyrody (IUCN).

## Występowanie
Jastrząb zamieszkuje strefę lasów borealnych i liściastych zrzucających liście na północnej półkuli. Zasiedla Europę, Azję i północno-zachodnią Afrykę. Gatunek osiadły, częściowo koczujący poza okresem lęgowym – ptaki z północnej Skandynawii i północnej Azji przelatują na niewielkie dystanse w obszary o nieco łagodniejszym klimacie.
W Polsce nieliczny ptak lęgowy i zimujący, miejscami bardzo nieliczny. Według szacunków Monitoringu Ptaków Drapieżnych, w latach 2013–2018 populacja jastrzębia na terenie kraju liczyła 4900–6300 par lęgowych. Spotkać go można w całym kraju, również w górach. W Europie Środkowej to ptak osiadły. Do jej południowo-zachodniej części zimą przylatują jastrzębie z północno-wschodnich rejonów.
Jeszcze do lat 60. XX w. był to ptak dość liczny i rozpowszechniony w Polsce. Jednak przez kolejne 20 lat przeżywał skokowe spadki liczebności i dopiero od lat 80. rozpoczęła się odbudowa populacji. Obecnie licznie zasiedla polskie nizinne lasy liściaste i góry do 1000 m n.p.m. Najliczniejsze stanowiska występują na Śląsku i w Wielkopolsce, gdzie liczbę osobników szacuje się na 800 par. Najrzadszy jest w ubogich, nizinnych borach i w górskich lasach.

## Charakterystyka

### Wygląd zewnętrzny
Słabo zaznaczony dymorfizm płciowy. Dorosłe osobniki mają wierzch ciała szaropopielaty (ciemniejszy u samca, u samicy łupkowoszary), a spód jasny w poprzeczne, szare, faliste prążki (bardzo dla niego charakterystyczne; takie same występują jeszcze, spośród krajowych gatunków, u krogulca i sokoła wędrownego). Pręgowane podogonie z jasną plamą u nasady. Sterówki wachlarzowate (w przeciwieństwie do podobnego krogulca). Nad okiem charakterystyczna szeroka, biała brew, mniej kontrastowa u samic. Utworzona jest, podobnie jak u innych ptaków drapieżnych, z kostnej tarczki nadocznej, która ma chronić oko ptaka od oślepienia w czasie lotu. Tęczówka jaskrawożółta do pomarańczowej lub czerwonej, ciemniejsza u samców niż u samic oraz u starszych ptaków. Cała sylwetka z krótszymi skrzydłami w stosunku do tułowia i dość długim ogonem, w porównaniu np. ze zbliżonym do samic jastrzębia rozmiarami myszołowem. Jastrzębia głowa ma charakterystyczny profil – zagięty dziób prosty u nasady skierowany jest ku przodowi, inaczej niż ma to miejsce u papug i sów, gdzie dzioby już od nasady są hakowato wygięte. Swą zwrotność w locie zawdzięcza stosunkowo krótkim i szerokim skrzydłom oraz długiemu ogonowi. Samiec jest niewiele większy od samicy krogulca (o 1/5 mniejszy od samicy), ma łupkowoszary wierzch i biały spód z ciemnymi prążkami. Podgatunki z Syberii i Kamczatki są prawie w całości białe.
Młode jastrzębie mają wierzch ciała bardziej brązowy i przede wszystkim zamiast falistych prążków, plamki w kształcie spadających kropel wody na rdzawożółtym spodzie. Końce piór są jasne. Sylwetka, tęczówka i brew nad okiem takie same jak u dorosłych. Nogi żółte.

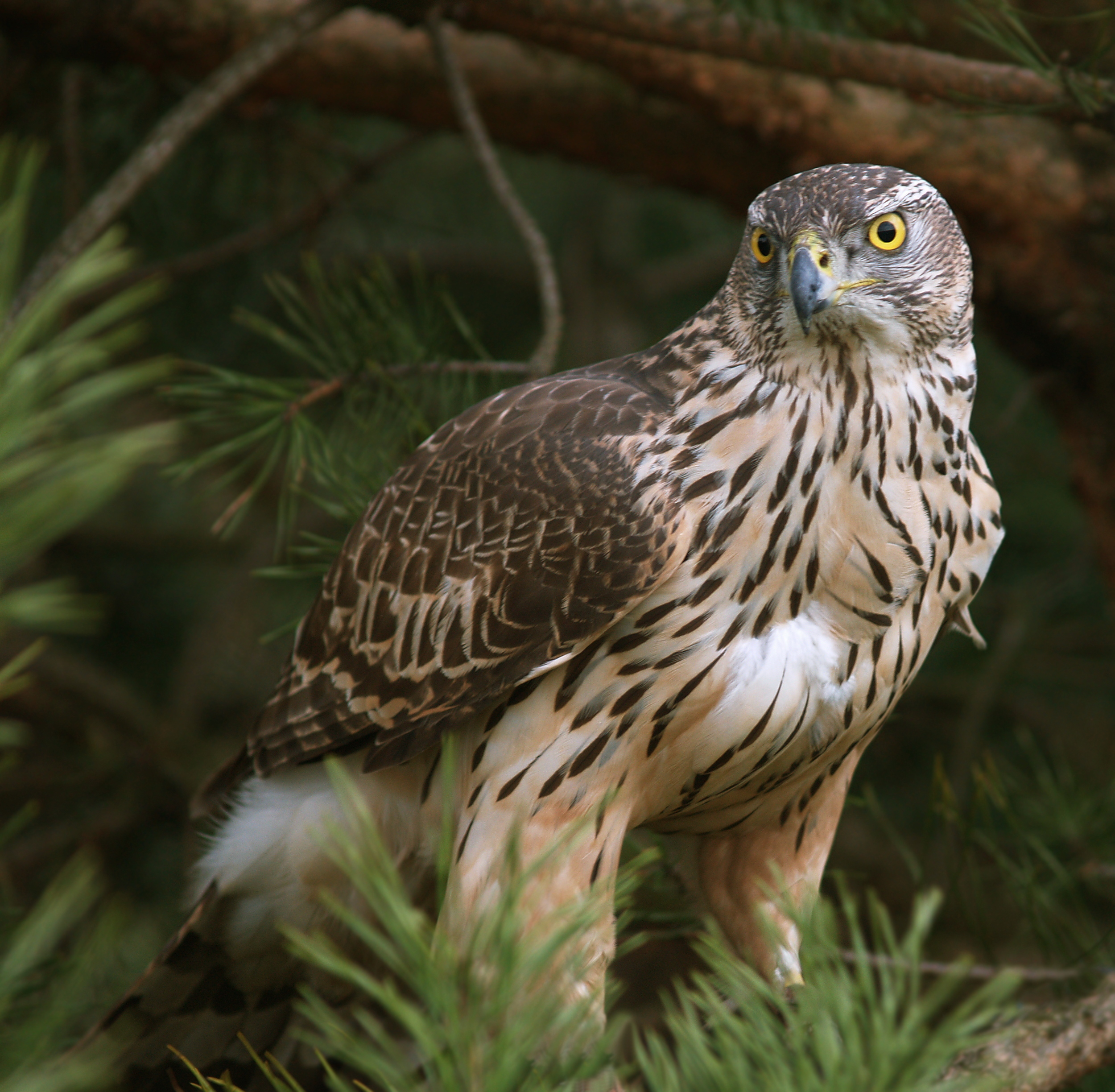
Jastrząb w szacie juwenalnej

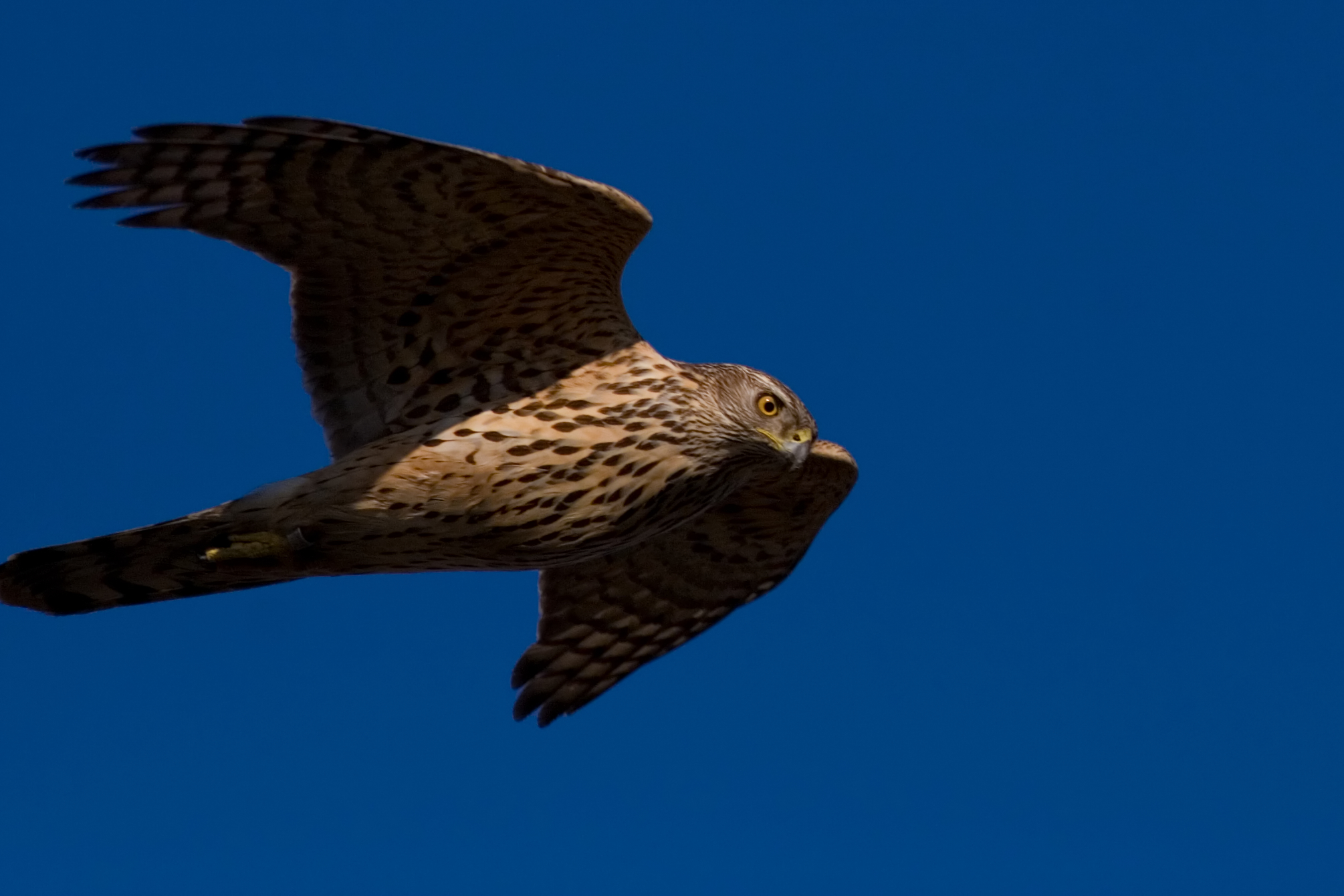
Młody jastrząb w locie

### Wymiary średnie[17]
długość ciała z dziobem i ogonemsamce 48–56 cm
samice 58–66 cm
długość ogonasamce 21–23 cm
samice 24,5–26,5 cm
rozpiętość skrzydełsamce 95–105 cm
samice 110–125 cm

### Masa ciała[17]
samce 0,6–1 kg
samice 0,8–1,5 kg (poza sezonem lęgowym do 1130 g)

### Zachowanie
Przeważnie lata nisko, wykorzystując różne osłony takie jak rowy. Zręcznie manewruje między gałęziami w lesie, w czym pomaga mu stosunkowo długi ogon. Jest samotnikiem, jedynie w okresie godowym łączy się w pary. Jastrzębie prowadzą skryty tryb życia, rzadko krążą nad danym terenem, a gdy to robią, rozpościerają swój ogon tak, że widać na nim cztery ciemne, szerokie prążki.
To ptaki przeważnie milczące. Jedynie w okresie godowym usłyszeć można ich głośne kwilenie.

## Środowisko
Stare, luźne drzewostany iglaste i mieszane w pobliżu łąk, pól uprawnych i innych terenów otwartych. Jesienią i zimą częściej spotykany na otwartych terenach. Preferuje zróżnicowane krajobrazy, bogate w kryjówki i długą granicę pomiędzy lasami a przestrzeniami niezadrzewionymi. Od kiedy nasilenie tępienia tego ptaka osłabło, zaczął pojawiać się w pobliżu miast, zabudowań gospodarskich lub rzadziej w ich obrębie. Może lęgnąć się w podmiejskich parkach i śródpolnych remizach. Unika jednak zapuszczania się w głąb rozległych obszarów otwartych. Przy mniejszych zadrzewieniach wybiera te, które gwarantują mu spokój i ciszę. Przez większość roku jastrzębie pozostają na swoim terytorium i zwykle widuje się je pojedynczo.

## Pożywienie
Jastrząb jest wszechstronnym drapieżnikiem. Najchętniej poluje na gołębie (stąd nazwa – gołębiarz), grzywacze i sierpówki. Poza tym łapie z zasadzki inne średniej wielkości ptaki, głównie krukowate, grzebiące i śpiewające do wielkości drozda (stanowiące ok. 85% pożywienia). Są wśród nich sójki, wrony, kawki, dzięcioły, kuropatwy oraz ptactwo domowe (nawet kaczki krzyżówki). Ze ssaków (ok. 15% składu pokarmu) poluje na wiewiórki, zające, króliki, a nawet drobne gryzonie, które stanowią znaczną część jego diety głównie jesienią (to okres ich wysokiej liczebności). Poluje samotnie, złowioną zdobycz skubie z pierza lub futra (choć połyka trochę pozostawionych niejadalnych części) i zjada w ukryciu. Niestrawiony pokarm jest zwracany w formie wypluwek, co pozwala określić jego dietę. Resztki większych ofiar zostawia do następnego dnia. Większe samice polują zwykle na zwierzęta o pokaźniejszych rozmiarach, dochodzące do gabarytów kury czy zająca.
Nogi tego ptaka są zaadaptowane do chwytania ofiar (z drzew, powietrza i ziemi). Zarówno jastrząb, jak i krogulec, mają długi skok ułatwiający wyciąganie zwierzyny ukrywającej się w gęstych gałęziach lub schwytanie jej w niskim locie. Ostre i długie szpony umocowane na silnych palcach przecinają skórę ofiary, wbijając się jej głęboko w ciało i powodując jej śmierć. Gdy po pierwszym ataku uda jej się zbiec, drapieżnik rusza w krótką pogoń za nią, ale po krótkim czasie, gdy nie udaje jej się schwytać, rezygnuje. Może też polować przez nagły lot nurkowy z dużej wysokości. Zimą ze względu na trudne zdobycie pożywienia niekorzystne są dla nich przedłużające się okresy silnych mrozów. Terytorium łowieckie jednej pary w okresie lęgowym wynosi ok. 30–50 km².

## Okres lęgowy

### Gody
Toki zaczynają się na przełomie stycznia i lutego. Wtedy można usłyszeć kwilenie jastrzębi oraz zobaczyć je krążące nad lasami. Wyprowadzany jest jeden lęg w roku, w połowie albo pod koniec kwietnia. Jastrzębie tworzą monogamiczne pary, wierne sobie często przez całe życie. Przeważnie przywiązują się na długo do swego rewiru. To większe samice ustanawiają terytorium lęgowe. Rewir ten jest zajmowany przez ptaki już kilka miesięcy przed przystąpieniem do gniazdowania. W okresie wyprowadzania lęgów prowadzą skryty tryb życia.

### Gniazdo
Gniazdo, płaska platforma, zwykle znajduje się na skraju lasu lub w jego głębi, w starych zadrzewieniach, przy pniu, w środkowej partii korony drzewa, około 10–20 metrów nad ziemią. Zbudowane ze świeżych gałązek, na brzegach przystrojone zielonymi gałązkami sosny czy świerka, co odróżnia je od podobnego gniazda myszołowa. Wgłębienie niewielkie, wyściełane suchymi trawami, o średnicy ok. 60–80 cm i wysokości ok. 50 cm. Budową zajmuje się w większości samica. Gniazdo wykorzystywane jest przez wiele lat, więc może powiększać swe rozmiary. Na jego wierzchu przy zewnętrznej krawędzi dorosłe ptaki stale dokładają świeże i zielone gałązki, które odłamują w locie. Czasem jednak wykorzystują parę konstrukcji lęgowych na przemian w kolejnych sezonach.
O tym, że gniazdo jest aktualnie zajęte przez jastrzębia, świadczą znajdowane w jego pobliżu pióra, wypluwki i resztki zdobyczy.

### Jaja

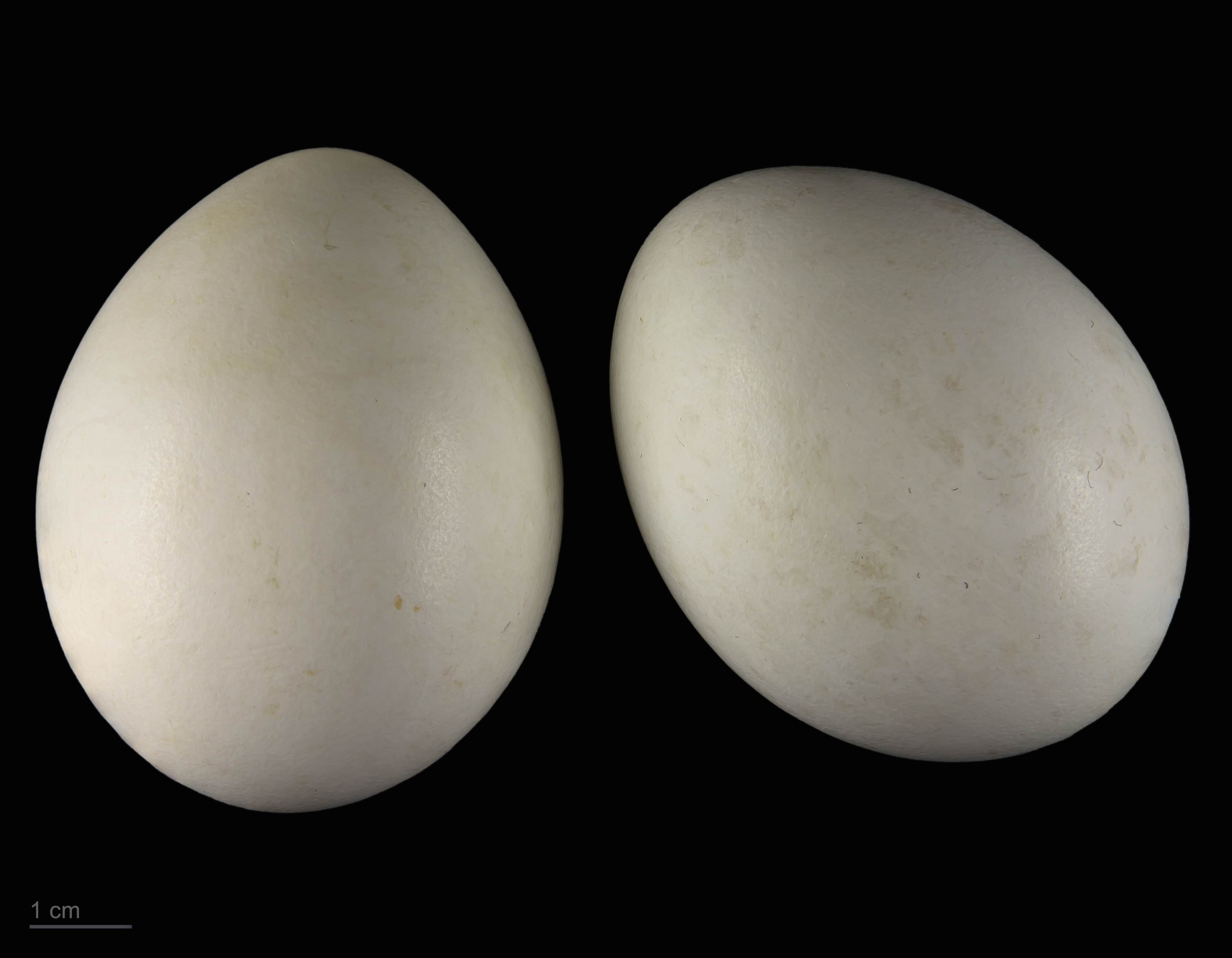
Jaja z kolekcji muzealnej

Samica składa zwykle 2–5 (wyjątkowo 6) jaj, w odstępach 2–4 dni w marcu i kwietniu. Jaja zmieniają kolor: początkowo białe, następnie siwozielonkawe, oliwkowe lub jasnobrązowe, z tłustymi plamami od ciała wysiadującej samicy. Wymiary: 58 × 47 mm.

### Wysiadywanie i opieka nad młodymi

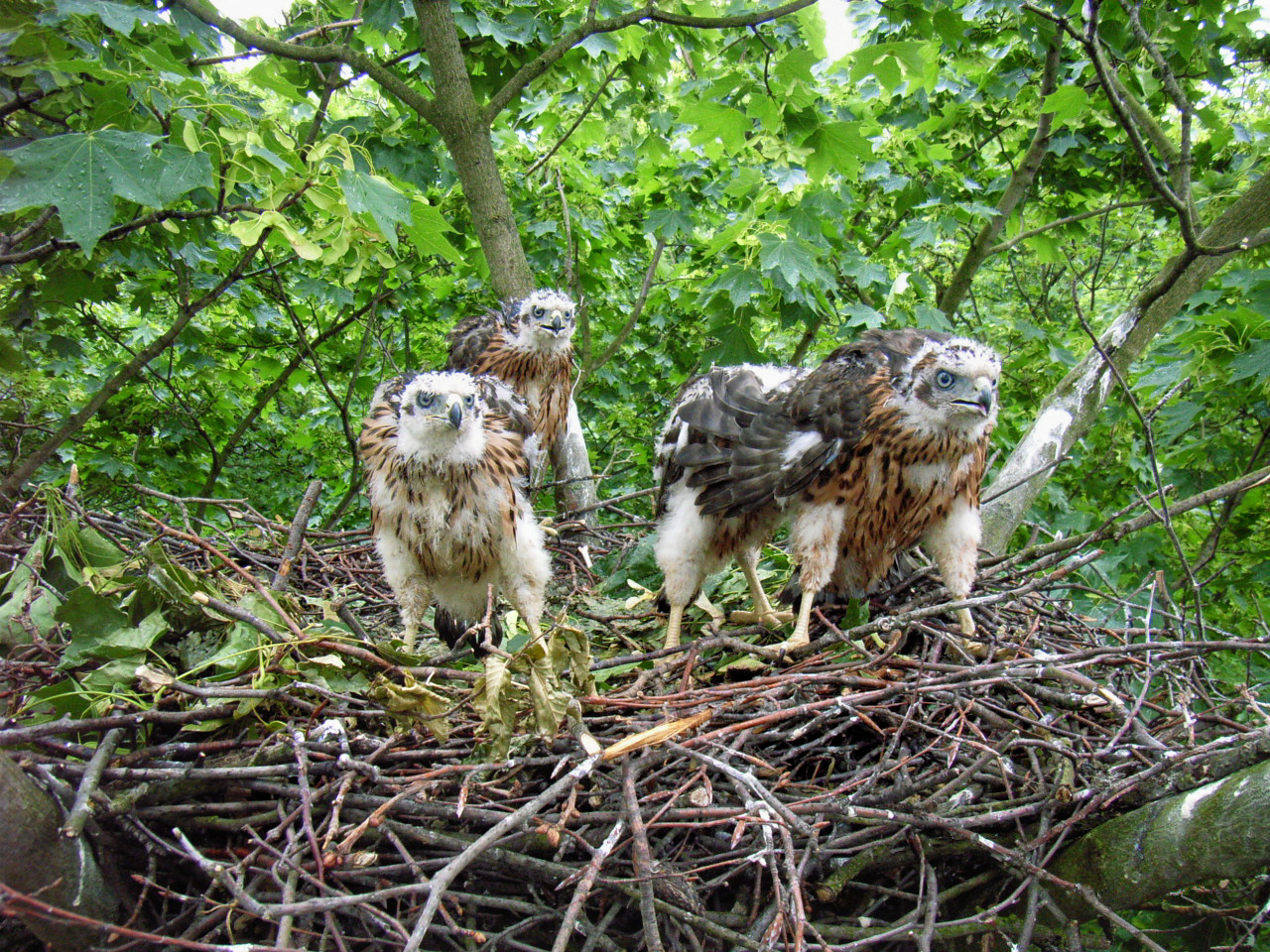
Cztery 30-dniowe młode Accipiter g. gentilis na gnieździe

Jaja wysiadywane są od zniesienia pierwszego jaja przez okres 35–38 dni przez obydwoje rodziców (głównie jednak samicę). To powoduje, że pisklęta wykluwają się stopniowo.
Obserwowana w czasie polowań krwiożerczość dająca temu ptakowi negatywną opinię kontrastuje z troskliwością jastrzębia w okresie lęgowym i jego życiem rodzinnym. W okresie lęgowym karmieniem samicy zajmuje się samiec. Matka rozrywa mięso i podaje młodym. Tylko ona ma instynkt równego porcjowania pokarmu, chyba że zginie i wtedy zaczyna go wykazywać też samiec. Następuje to jednak zwykle późno i pisklęta mogą zginąć z głodu. Przez pierwsze 9–14 dni matka ogrzewa swym ciałem młode. Po 35 dniach jej potomstwo zaczyna wychodzić z gniazda na sąsiednie gałęzie, z których zaczyna podejmować pierwsze próby latania. Pisklęta opuszczają gniazdo po 41–43 dniach i od tej pory jako tzw. „gałęźniki” chowają się wśród gałęzi w koronach drzew, aż nie staną się w pełni lotne. Jednak rodzice karmią je do 70. dnia życia, potem młode są już w pełni samodzielne. W tym czasie dorosłe ptaki bronią zaciekle swego gniazda przed intruzami. Nie wahają się też wtedy zaatakować ludzi. Podobnie jak krogulce, dojrzałość płciową uzyskują po 10 miesiącach życia.
Momentami, w których na te drapieżniki czyha największe zagrożenie to czas, kiedy samica składa jaja, opiekuje się młodymi i gdy te uczą się latać.

## Status i ochrona

Flaga archipelagu Azorów, które wzięły swą nazwę od portugalskiego jastrzębia (Açor)

IUCN uznaje jastrzębia za gatunek najmniejszej troski (LC, Least Concern) nieprzerwanie od 1988 roku. Przed podziałem taksonomicznym szacowano liczebność światowej populacji na 1,0–2,5 miliona dorosłych osobników. BirdLife International ocenia liczebność populacji europejskiej na 234–380 tysięcy dorosłych osobników. Globalny trend liczebności populacji nie jest znany.
W Polsce objęty ochroną gatunkową ścisłą. Na Czerwonej liście ptaków Polski został sklasyfikowany jako gatunek najmniejszej troski (LC).
Od dawna przez myśliwych, hodowców gołębi i rolników był uznawany za szkodnika. Negatywny wpływ na jego liczebność miała również kultura masowa. W okresie PRL w produkcjach animowanych, takich jak Przygód kilka wróbla Ćwirka, był demonizowany, a twórcy przedstawiali go jako okrutnego, przebiegłego złoczyńcę, żyjącego po to, by krzywdzić z reguły osłabione i bezbronne ofiary. Opinia ta przeniosła się do społeczeństwa wiejskiego, które przypisywało mu jak najgorsze cechy, obwiniając o znaczne straty w ptactwie domowym i zwierzynie łownej. Znane są przypadki, kiedy mieszkańcy wsi szukali w lesie gniazd jastrzębi, a następnie niszczyli znajdujące się w nich jaja, zabijali pisklęta, a nawet dorosłe ptaki stające w obronie potomstwa.
Jest jednym z najbardziej prześladowanych gatunków dzikich ptaków. Badania w tym zakresie pokazały, że poluje nie tylko na bażanty, kuropatwy i zające, ale też występujące liczniej i mające mniejsze znaczenie dla człowieka sroki, wrony, dzikie gołębie, sójki i kosy. Nie należy jednak oceniać jego szkodliwości lub pożyteczności w środowisku, biorąc pod uwagę tylko konkurencję z człowiekiem o pokarm.